# Грейсланд (сериал)
„Грейсланд“ (на английски: Graceland) е американски полицейски драматичен телевизионен сериал по идея на Джеф Ийстин. Излъчва се по американския кабелен и сателитен канал USA Network от 6 юни 2013 до 17 септември 2015 г.
На 10 септември 2013 г. е подновен за втори сезон, който започна на 11 юни 2014 г. и се състои от 13 епизода. На 11 ноември 2014 г. е подновен за трети сезон и също се състои от 13 епизода. На 1 октомври 2015 г. след края на сезон трети сериала е прекратен.

## Сюжет
Сериалът проследява живота на група агенти под прикритие, които живеят заедно в една къща на брега на океана в Лос Анджелис, Калифорния. Групата се състои от различни агенти на службите като ФБР, агенцията за борба с наркотиците (ДЕА) и Митническите служби (ICE).
Към тях се присъединява Майкъл Уорън, който е млад и амбициозен агент завършил академията на ФБР с отличие и първата му задача е да разследва събитията в къщата и начина на работа на агентите. С течение на времето се оказва, че всички агенти вътре имат своите тайни и това ги превръща в заподозрени. Негов наставник е Пол Бригс – агент ветеран, който се ползва с голямо уважение от всички, но неговите методи на работа не са много по вкуса на бюрото и Майк има задача да разбере всичко свързано с него и това се превръща в приоритет за него.
Историята на сериала е вдъхновена от реални събития.

## Актьори
- Даниъл Сънджата – Пол Бригс
- Арън Твейт – Майкъл Уорън
- Ванеса Ферлито – Катерина „Чарли“ ДеМарко
- Мани Монтана – Джо „Джони“ Туртуро
- Брандън Джей Макларън – Дейл Джейкис
- Серинда Суон – Пейдж Аркин
- Педро Паскал – Хуан Бадило

## „Грейсланд“ в България
В България сериалът започва излъчване на 9 октомври 2013 г. по Fox, всяка сряда от 21:50. Втори сезон започва на 26 ноември 2014 г. и завършва на 4 март 2015 г. като се излъчваше всяка сряда от 21:55. Дублажът е на студио Доли. Ролите се озовучават от артистите София Джамджиева, Таня Димитрова, Росен Плосков, Тодор Георгиев и Радослав Рачев.
От 11 август 2015 г. премиерно за канала Fox Crime започва излъчване на първи и втори сезон, всеки делничен ден от 20:10 часа. От 21 септември 2015 г. започва премиерата за България и на сезон трети с излъчване всеки понеделник от 22 часа с повторение в събота от 20:55 часа.

## Епизоди
|  | Сезон 1 | 12 | 6 юни 2013 г.  | 12 септември 2013 г. |
|  | Сезон 2 | 13 | 11 юни 2014 г. | 10 септември 2014 г. |
|  | Сезон 3 | 13 | 25 юни 2015 г. | 17 септември 2015 г. |